# Pierre-François Bouchard

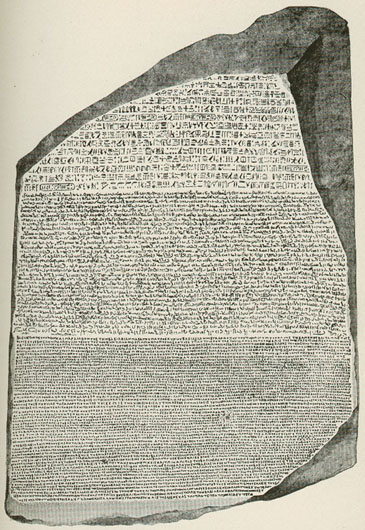
La stele di Rosetta

Pierre-François Bouchard (Orgelet, 29 aprile 1771 – Givet, 5 agosto 1822) è stato un ufficiale francese nella Campagna d'Egitto di Napoleone Bonaparte, ricordato per avere scoperto durante i lavori di riparazione di Fort Julien presso la città egiziana di Rosetta l'omonima stele, il 15 luglio 1799.
| Controllo di autorità | VIAF (EN) 73847809 · ISNI (EN) 0000 0000 0014 3184 · CERL cnp01315656 · GND (DE) 1053069030 · BNF (FR) cb11577656k (data) |